# ヘルスライン

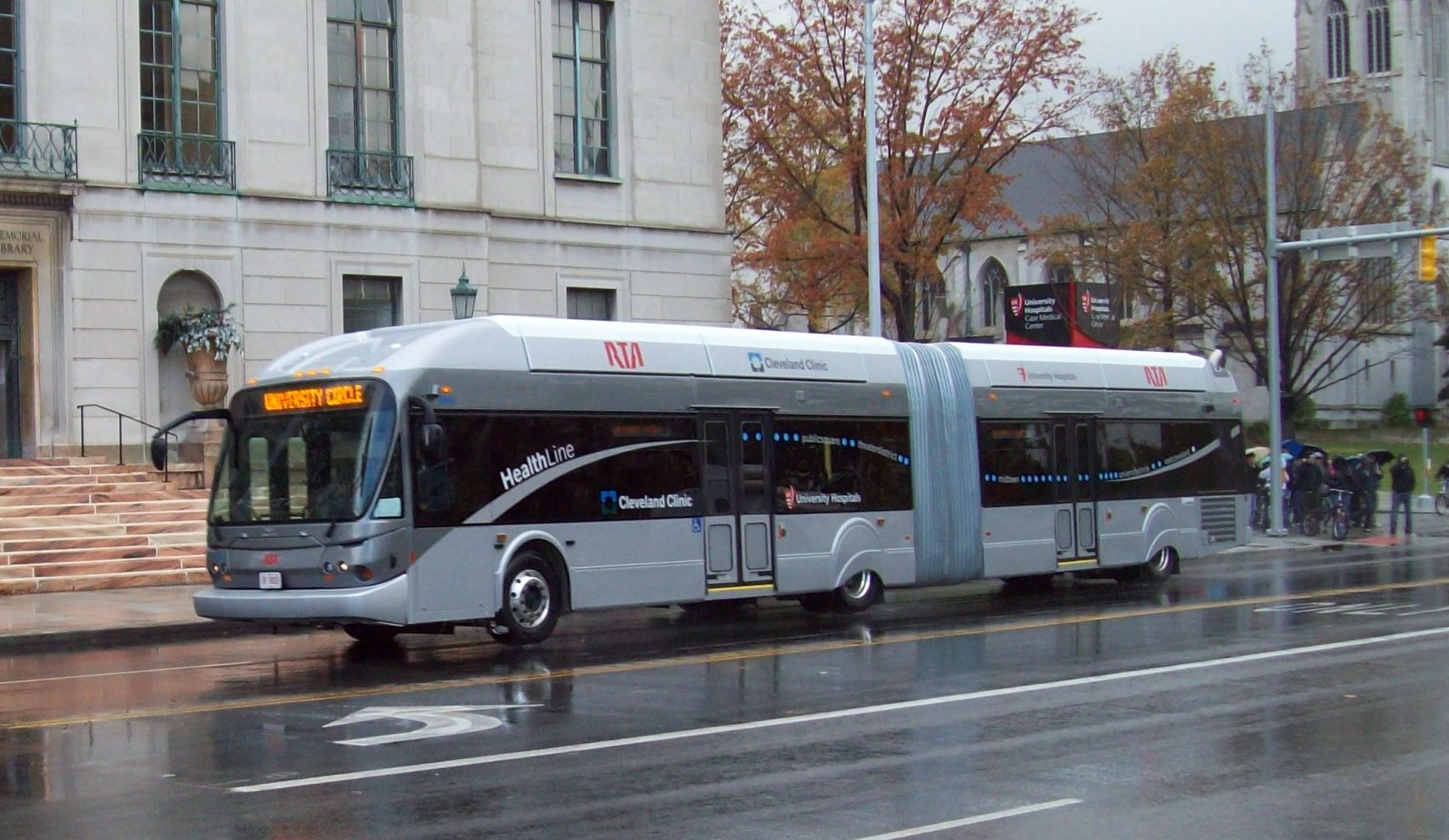
ユニバシティサークルを通るヘルスライン車両

ヘルスライン（英:HealthLine）は、アメリカ合衆国オハイオ州クリーブランド市において、大クリーブランド地域交通局によって運転されているバス・ラピッド・トランジット（BRT）路線である。この路線は、ユークリッドアベニューに沿って、ダウンタウンクリーブランドにある
パブリックスクエア駅から、東クリーブランドにあるen:Louis Stokes Station at Windermere 駅までを結んでいる。2008年10月24日に営業を開始した。

## 車両および駅

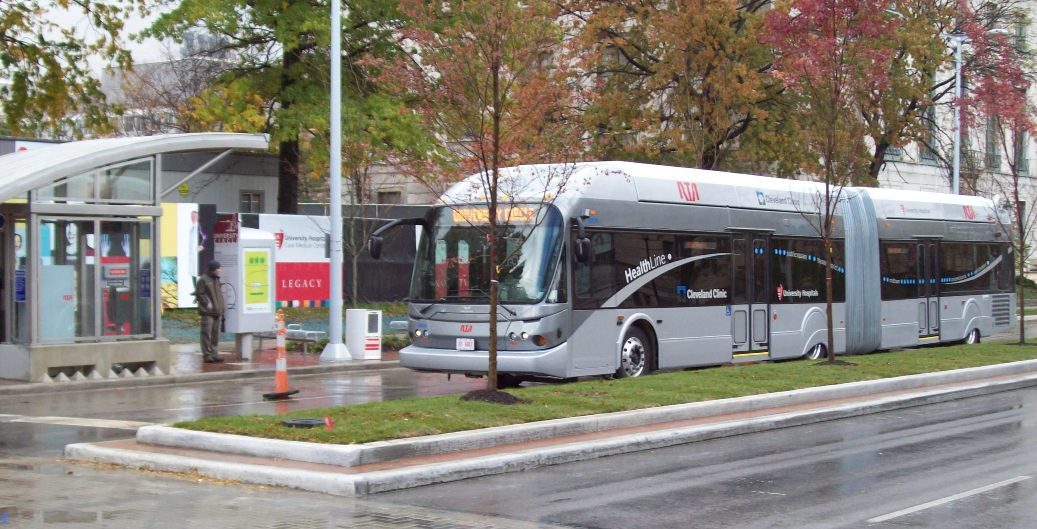
駅に停車中のヘルスラインの車両

全部で21両の連節バス DE60LF-BRT（en:New Flyer Industries製造）で運転されている。座席定員は47名であり、加えて53名以上の立ち客も乗ることができる。この車両は、ディーゼルと電気によるハイブリッド方式であり、通常のバスと比較して90 %減の排気ガスしか排出しない形式である。
各車輪に据え付けられた小型電気モーターを動かすための電力を、低硫黄ディーゼルエンジンが発電するという仕組みとなっている。
各車両内には、GPSロケーターも設けられており、これを用いて混雑する交差点において交通信号機に指示が送られ、ヘルスラインバス車両が優先して通行し、可能な限り進むことが出来るような仕組みになっている。
車両の各側面にはドアーが3つあり、迅速容易に乗降ができるようになっている。
ヘルスラインには、ユークリッド通りに沿って、59の駅が設けられている。全駅には乗車カード自動販売機、24時間の照明、緊急用電話が設けられている。また、到着予想時刻が表示される電飾文字式のディスプレイもある。Public Square駅からEast 107th Street駅までの全駅では、車両の床面と同じ高さにそろえたプラットフォームが設けられており、とても容易に乗降することができる。

## ルート
ヘルスラインの路線は、クリーブランドのダウンタウンにあるパブリックスクエアを起点とし、ユークリッド・アベニューに沿って、東クリーブランドにあるen:Louis Stokes Station at Windermereを終点としている。
この路線は、途中、ダウンタウン・クリーブランド、ミッドタウン、フェーアーファックス、ユニバシティサークルの近く、およびイーストクリーブランドの郊外を走っている。
パブリックスクエア駅からEast 105th Street駅までの間では、ユークリッド・アベニューに、中央分離帯に接する2つのバス専用レーン（ヘルスラインの車両の通行のみが許される）が設けられている。これによって、ラッシュ時間帯においてバス車両が、他の一般交通の渋滞に巻き込まれるのが避けられている。ヘルスラインを補完するものとして、クリーブランド州立大学とケース・ウェスタン・リザーブ大学とを結ぶthe stretch Euclid Avenueの外側には、バイクレーンが設けられている。

## ダイヤ
ヘルスラインは、24時間運転がなされており、またラッシュ時には5分間隔という高頻度運転がなされている。実際の運転間隔などの情報は、公式サイト上の "How it Works"を参照。
平日（月曜 - 金曜）
- 05:00 - 09:00：5分ごと
- 09:00 - 14:30：10分ごと
- 14:30 - 18:30：5分ごと
- 18:30 - 23:00：15分ごと
- 23:00 - 05:00：30分ごと

土日
- 04:30 - 23:00：15分ごと
- 23:00 - 04:30：30分ごと